# متروپلیس (فیلم ۲۰۰۱)
متروپلیس (انگلیسی: Metropolis) فیلمی در ژانر علمی–تخیلی و درام است که در سال ۲۰۰۱ منتشر شد.

## بازیگران
- ریکاردو آیکاوا
- تونی پوپ
- اسکات وینگر
- استیون بلوم
- باربارا گودسون
- مری الیزابت مک‌گلین